# Philip de László
Philip Alexius László de Lombos MVO (tên khai sinh là Fülöp Laub; tiếng Hungary: Fülöp Elek László; 30 tháng 4 năm 1869 – 22 tháng 11 năm 1937), còn có tên là Philip de László, là một họa sĩ người Anglo-Hungary được biết đến với những bức chân dung của các nhân vật hoàng gia và giới quý tộc. Năm 1900, ông kết hôn với Lucy Guinness, một nhà quý tộc người Anh-Ireland, và sau đó ông trở thành công dân Anh vào năm 1914.

## Đầu đời
László được sinh ra tại Budapest, tên khai sinh là Fülöp Laub. Ông là con trai cả của Adolf và Johanna Laub, hai thợ may người Do Thái. Fülöp và em trai Marczi đã đổi họ thành László vào 1891.
Ông đã bắt đầu học nhiếp ảnh trong khi đang học hội họa lúc còn nhỏ, và cuối cùng ông đã được nhận vào Học viện Mỹ thuật Quốc gia. Ông tiếp tục sự nghiệp học hành của mình tại Munich và Paris. Bức vẽ chân dung Giáo hoàng Lêô XIII của László đã mang về cho ông một Đại Huy chương Vàng tại Triển lãm Quốc tế Paris năm 1900. Vào năm 1903, László chuyển tới sinh sống tại Viên. Vào năm 1907, ông chuyển tới Anh và sinh sống tại Luân Đôn suốt phần đời còn lại, mặc dù phải không ngừng đi khắp thế giới để để hoàn thành các tác phẩm của mình.

## Đời sống cá nhân
Vào năm 1900, László kết hôn với Lucy Madeleine Guinness, một thành viên của gia đình Guinness. Họ gặp nhau lần đầu tiên tại Munich vào năm 1892, nhưng đã bị cấm gặp nhau trong vài năm. Cả hai có với nhau sáu người con và 17 người cháu.
László tỏ ra khá hứng thú với Công giáo khi còn là một chàng trai trẻ, điều này có lẽ xuất phát từ tình bạn với cặp vợ chồng già Valentin người Bayern. Vào năm 1894, ông đã được rửa tội và gia nhập vào Giáo hội Công giáo Hungary ... "ông ấy không hay cầu nguyện nhưng hay đọc Kinh Thánh và là một người hoàn toàn tin tưởng vào Chúa và những câu chuyện Kitô giáo". Niềm tin của ông vào Chúa càng được gia tăng sau chuyến thăm tới Vatican vào năm 1900, nới ông gặp gỡ và vẽ chân dung cho Giáo hoàng Lêô XIII. László đã cải đạo sang Anh giáo để có thể kết hôn với Lucy, và các tất cả các con ông đều được nuôi dạy với niềm tin Kháng Cách.

## Cuộc sống về sau
Các nhà bảo trợ của László đã trao tặng ông khá nhiều danh hiệu và giải thưởng. Vào năm 1909, ông đã được phong danh hiệu MVO bởi Edward VII. Vào năm 1912, ông được Franz Joseph của Hungary phong tước và họ của ông trở thành "László de Lombos", tuy nhiên cái tên "de László" vẫn được sử dụng nhiều hơn.
Mặc dù là công dân Anh, có một cuộc hôn nhân với một người Anh-Ireland và có 5 đứa con trai người Anh, de László vẫn bị bắt giam từ năm 1917 tới năm 1918 trong cuộc Thế chiến 1, bị buộc tội là có liên lạc với kẻ thù (ông đã viết thư cho gia đình ở Áo). Ông đã được phóng thích vì lý do sức khỏe suy yếu, và được minh oan vào tháng 6 năm 1919.
De László bị mắc bệnh tim trong những năm cuối đời. Vào tháng 10 năm 1937, ông lên cơn đau tim và qua đời tại căn nhà Hyme House của mình ở Hampstead, Luân Đôn.
Vào năm 1939, cuốn sách Portrait of a Painter. The Authorized Life of Philip de László của Owen Rutter đã được xuất bản. Vào năm 2010, Nhà xuất bản Đại học Yale đã xuất bản cuốn sách De László, His Life and Art của Duff Hart-Davis và Tiến sĩ Caroline Corbeau-Parsons. Ông vẫn còn khá nổi tiếng trong giới họa sĩ vẽ tranh chân dung. Đa phần những người giữ tranh của ông hiện giờ là những nhà công nghiệp và khoa học, các chính trị gia và họa sĩ, các nam nữ văn nhân cùng với rất nhiều con người lỗi lạc và bình thường khác. Gia đình ông cùng với một nhóm biên tập viên hiện đang biên soạn một danh mục raisonné www.delaszlocatalogueraisonne.com . Trong cuộc đời mình, ông có gần 4000 tác phẩm, bao gồm cả những bức vẽ.

## Tác phẩm
- Bá tước Albert Apponyi (1897, 1930)
- Franz Joseph I của Áo (1896)
- Elisabeth xứ Bayern (1899)
- Arthur Balfour[15] (1908, 1914)
- Bá tước Leopold Berchtold (1907)
- George Bell, Giám mục Chichester, 1931
- Ngài Henry Birchenough (1926)
- Ngài Ernest Cassel (1900)
- Bá tước và Bá tước phu nhân Jean de Castellane[16] (1899)
- Phu nhân Castlereagh (sau này là Edith, Hầu tước phu nhân xứ Londonderry; 1913)
- William Cavendish-Bentinck, Công tước thứ 6 xứ Portland[15] (1912)
- Ngài Austen Chamberlain (1920)
- Elisabeth, Công tước phu nhân xứ Clermont-Tonnerre (1902)[17]
- Tổng thống Hoa Kỳ Calvin Coolidge[18] (1926)
- George Curzon, Hầu tước Curzon thứ 1 xứ Kedleston[15] (trước đây là Bá tước Curzon xứ Kedleston; 1913)
- Randall Davidson, Tổng giám mục Canterbury[15] (1926)
- George Claridge Druce, Nhà thực vật học người Anh[19] (1931)
- Ngài Alfred East[15] (1907)
- Wilhelm II, Hoàng đế Đức[15] (1908)
- Catherine, Nam tước phu nhân d'Erlanger (1899)
- Margaret Eustis Finley (1932)[20]
- Georg von und zu Franckenstein (1925)
- Công tước và Công tước phu nhân xứ Gramont (1902)[21]
- Andreas của Hy Lạp và Đan Mạch (1913)
- Vương tức Andreas của Hy Lạp và Đan Mạch (khi sinh là Alice xứ Battenberg; 1907, 1922)[22]
- Konstantinos I của Hy Lạp[15] (1914)
- Vương nương Nikolaos của Hy Lạp[15] (trước đây là Nữ đại vương công Yelena Vladimirovna của Nga; 1922)
- Vương hậu Olga của Hy Lạp (1914)
- Archimandrite Gregorius (1894)
- Lucy Guinness (vợ tương lai của Philip de László;[15] 1901, 1902, 1918, 1919 và 1936)
- Chlodwig, Thân vương của Hohenlohe-Schillingsfürst (1899)
- Charles Holme[23] (1928)
- Joseph Joachim[15] (1903)
- Hudson Kearley, Tử tước Devonport thứ nhất[15] (1914)
- Arnold Keppel, Bá tước thứ 8 xứ Albemarle[15] (1916)
- Jan Kubelik[15] (1903)
- Cosmo Gordon Lang, Tổng giám mục Canterbury[15] (1932)
- Johnny de László[24] (con trai út của Philip de László; 1919)
- Stephen và Paul de László (các con trai của ông; 1910)[25]
- Giáo hoàng Lêô XIII[26] (1900)
- William Lever, Tử tước Leverhulme thứ nhất (1926)
- James Lowther, Tử tước Ullswater thứ nhất[15] (1907)
- Bá tước và Bá tước phu nhân xứ Mansfield[27] (vẽ riêng) (Bá tước vẽ năm 1930, Bá tước phu nhân vẽ năm 1927)
- James Robert Dundas McEwen[28] (1915)
- Mary Frances Dundas McEwen[29] (1913 hoặc 1914)
- Andrew W. Mellon (1931)[30]
- Nam tước phu nhân Conrad de Meyendorff (khi sinh ra là Nadine Vladimimova Louguinine)[15]
- Quý ông và Phu nhân Minto (1912)
- Charlotte của Monaco (1928)[31]
- Thân vương Louis II của Monaco[32] (1928)
- Edwina Mountbatten, Bá tước phu nhân Mountbatten của Miến Điện (1924; trước đây là Phu nhân Louis Mountbatten)[33]
- Louis xứ Battenberg[15](1910)
- Louis Mountbatten, Bá tước Mountbatten thứ nhất của Miến Điện (1925; trước đây là Quý ông Louis Mountbatten)[34]
- William Waldegrave Palmer, Bá tước thứ 2 xứ Selborne[15] (1911)
- Joseph Ferguson Peacocke, Tổng giám mục Dublin (1908)[35]
- Alan Percy, Công tước thứ 8 xứ Northumberland (1927)[36]
- Helen Percy, Công tước phu nhân Northumberland (1916, 1928 & 1937)[37]
- Quý cô Elizabeth Percy (1922)[38]
- Quý ông Richard Percy và Phu nhân Diana Percy (1924)[39]
- Giáo sư Vittorio Putti[40] (c. 1925)
- Hồng y Mariano Rampolla (1900)
- Frederick Roberts, Bá tước Roberts thứ nhất[15] (1911)
- Marie của Sachsen-Coburg và Gotha (1924)[41][42]
- Tổng thống Hoa Kỳ Theodore Roosevelt (1910)[43]
- Eleni của Hy Lạp và Đan Mạch (trước là Vương mẫu hậu của Romania; 1925)
- Vita Sackville-West[15] (1910)
- Charles Alexander, Đại Công tước của Sachsen-Weimar-Eisenach (1898)
- Alfonso XIII của Tây Ban Nha (1927)[44]
- Vương hậu Victoria Eugenia của Tây Ban Nha (1910, 1913, 1920, 1927, và 1928)[45][46][47][48][49]
- Vương hậu Louise của Thụy Điển (trước đây là Louise xứ Battenberg; 1907)[50]
- Louise của Liên hiệp Anh[15] (1915)
- Alice của Albany (1929)[51]
- Vương tử Arthur, Công tước xứ Connaught và Strathearn (1937)
- Edward VII của Anh[15] (1907)
- Vương hậu Alexandra của Anh (1907)[15]
- Elizabeth Bowes-Lyon[15][52][53] (1925, 1931)
- George VI của Anh (1931)[54]
- Elizabeth II của Liên hiệp Anh[15] (trước đây là Vương tôn nữ Elizabeth xứ York; 1933)
- Vương tử George, Công tước xứ Kent (1934)[55]
- Vương tôn nữ Marina, Công tước phu nhân xứ Kent (1934)[56][57]
- Maria Agathe, Công tước phu nhân của Ratibor, Thân vương phi của Corvey (1899)
- Công chúa Nina Georgievna của Nga (Tháng 3 năm 1915)[58]
- Robin Vane-Tempest-Stewart, Hầu tước thứ 8 xứ Londonderry[15] (1911)
- Margaret Leicester Warren (1928) [59]
- Ignaz Wechselmann (1894)[60]
- Pauline Morton Sabin (1926)
- Betty Stockfeld (1930)
- Maharani Indira Devi của Baroda và Cooch Behar